# Mydaea pseudonubila
Mydaea pseudonubila är en tvåvingeart som beskrevs av Huckett 1965. Mydaea pseudonubila ingår i släktet Mydaea och familjen husflugor.
Artens utbredningsområde är Northwest Territories, Kanada. Inga underarter finns listade i Catalogue of Life.